# Jan Peutz
Johannes Laurentius Augustinus (Jan) Peutz  (Uithuizen, 24 maart 1886 – Den Haag, 20 december 1957) was een Nederlands internist.

## Leven en werk
Peutz was de oudste van negen kinderen en een broer van Frits Peutz. Zijn vader was hoofd van de plaatselijke katholieke lagere school. Na de HBS te Rolduc bij Kerkrade studeerde hij geneeskunde aan de Rijksuniversiteit Groningen en Universiteit Utrecht. Hij promoveerde te Utrecht in 1921 op een proefschrift over pancreasstoornissen en diabetes mellitus.
Na zijn opleiding interne geneeskunde in Rotterdam en stages in klinieken in Duitsland, Italië en België, werd hij in 1917 internist in het katholieke ziekenhuis Joannes de Deo (het latere Westeinde Ziekenhuis) te Den Haag. Daar was hij tot zijn pensionering in 1951 hoofd van de afdeling interne geneeskunde en oprichter van verschillende laboratoria.
Hij publiceerde in nationale en internationale medische tijdschriften. Zijn bekendste publicatie is uit 1921 in het Nederlandsch Maandschrift voor Geneeskunde en betreft de beschrijving van een erfelijk syndroom van poliepen in het maag-darmkanaal en pigmentaties van de huid en slijmvliezen. Deze aandoening wordt tegenwoordig het syndroom van Peutz-Jeghers genoemd.
Daarnaast was hij maatschappelijk actief in talrijke bestuurlijke functies. Voor zijn verdiensten kreeg hij meerdere onderscheidingen, waaronder de Pro Ecclesia et Pontifice, commandeur in de Orde van Sint-Gregorius de Grote en officier in de Orde van Oranje Nassau.